# Matthias Tass
Matthias Tass (Tallinn, 23 marzo 1999) è un cestista estone.

## Carriera
Con l'Estonia ha disputato i Campionati europei del 2022.

## Palmarès
- Campionato estone: 1

Kalev/Cramo: 2016-2017
- Campionato belga: 2

Ostenda: 2023-2024, 2024-2025
- Coppa di Estonia: 1

Kalev/Cramo: 2016
- Coppa del Belgio: 1

Ostenda: 2025
- BNXT League: 1

Ostenda: 2023-2024
- Supercoppa BNXT: 1

Ostenda: 2023